# Vilka (přítok Minije)
Vilka je řeka na západě Litvy (Telšiaiský kraj) v Žemaitsku na Žemaitijské vysočině. Pramení mezi obcemi Žilvičiai a Vilkos. Je dlouhá 13,7 km. Řeka teče směrem jižním. 2 km před ústím je na pravém břehu přírodní památka - balvan jménem "Dievo stalas" (Boží stůl). Do řeky Minija se vlévá jako její pravý přítok 185,5 km od jejího ústí do Atmaty.

## Přítoky
- Levé: Linmarkis (vlévá se 3,1 km od ústí)
- Pravé: Gargždupys (7,5 km)